# Devario gibber
Devario gibber är en fiskart som först beskrevs av Maurice Kottelat 2000.  Devario gibber ingår i släktet Devario och familjen karpfiskar. IUCN kategoriserar arten globalt som livskraftig. Inga underarter finns listade i Catalogue of Life.